# جنیفر لیم
جنیفر لیم (به انگلیسی: Jennifer lame) یک تدوین‌گر آمریکایی است که بیشتر به خاطر نقش در فیلم‌های نوآ بامباک شناخته می‌شود. لیم همچنین به خاطر نقش در منچستر بای د سی، موروثی، تنت، پلنگ سیاه: واکاندا تا ابد و اوپنهایمر قابل توجه است.

## فعالیت حرفه‌ای
جنیفر لیم تدوین‌گری را با فیلم «بررسی قیمت» شروع کرد. او در فیلم‌های نوآ بامباک از جمله فرانسیس‌ها، تا وقتی جوانیم، دلبر آمریکا، داستان‌های مایروویتز، و داستان ازدواج، همکاری کرده‌است. او همچنین شهرهای کاغذی، منچستر بای د سی، تایرل، موروثی، میدسامر، تنت، پلنگ سیاه: واکاندا تا ابد، و اوپنهایمر را نیز تدوین کرده‌است.